# Kunihiko Fukushima
Kunihiko Fukushima (japanisch 福島 邦彦 Fukushima Kunihiko; * 1936) ist ein japanischer Informatiker, der für die Entwicklung neuronaler Netzwerke und Lernalgorithmen (Deep Learning) für diese bekannt ist.
Fukushima studierte Elektronik mit dem Bachelor-Abschluss 1958 und der Promotion 1966 an der Universität Kyōto. 1989 bis 1999 war er Professor an der Universität Osaka, von 1999 bis 2001 an der University of Electro-Communications in Chōfu und 2001 bis 2006 am Tokyo Institute of Technology.
Von 2006 bis 2010 war er Gastprofessor an der Universität Kansai. Er war Senior Research Scientist an den NHK Science and Technology Research Laboratories und ist Senior Research Scientist am Fuzzy Logic Systems Institute.
Er entwickelt seit 1965 neuronale Netzwerkmodelle, speziell um höhere Gehirnfunktionen nachzubilden, insbesondere des visuellen Systems. 1979 entwickelte er das künstliche neuronale Netzwerk Neocognitron, das hierarchisch aufgebaut ist und visuelle Muster durch Anwendung verschiedener Lernalgorithmen und -methoden erkennt. Eine der Methoden ist die Verschiebung der Wahrnehmungsaufmerksamkeit (Selective attention model). Er demonstrierte damit die Erkennung verdeckter Objekte und deren Ergänzung. Fukushima entwickelte auch neuronale Netzwerke für die Erkennung optischen Flusses, visueller Bewegung, Bestimmung von Symmetrieachsen und andere Aufgaben.
Er erhielt 2003 den Neural Networks Pioneer Award des IEEE und war Gründungspräsident der japanischen Gesellschaft für neuronale Netzwerke (JNNS) und war im Rat der internationalen Gesellschaft für neuronale Netzwerke (INNS). Fukushima erhielt den Helmholtz Award der INNS. 2021 erhielt er den Bower Award and Prize for Achievement in Science.

## Schriften
- Neocognitron, Scholarpedia
- Neocognitron: A self-organizing neural network model for a mechanism of pattern recognition unaffected by shift in position, Biological Cybernetics, Band 36, 1980, S. 193–202
- Neocognitron: A hierarchical neural network capable of visual pattern recognition, Neural Networks, Band 1, 1988, S. 119–130